# Lijst van afleveringen van The Cleveland Show
Dit is een lijst met afleveringen van de Amerikaanse televisieserie The Cleveland Show. In de Verenigde Staten wordt momenteel het vierde seizoen uitgezonden. Een overzicht van alle uitgezonden afleveringen is hieronder te vinden.

## Seizoen 1
| Nr. | Titel aflevering                             | Uitzenddatum VS   |
| --- | -------------------------------------------- | ----------------- |
| 1   | Pilot                                        | 27 september 2009 |
| 2   | Da Doggone Daddy-Daughter Dinner Dance       | 4 oktober 2009    |
| 3   | The One About Friends                        | 11 oktober 2009   |
| 4   | Birth of a Salesman                          | 18 oktober 2009   |
| 5   | Cleveland Jr.'s Cherry Bomb                  | 8 november 2009   |
| 6   | Ladies' Night                                | 15 november 2009  |
| 7   | A Brown Thanksgiving                         | 22 november 2009  |
| 8   | From Bed to Worse                            | 29 november 2009  |
| 9   | A Cleveland Brown Christmas                  | 13 december 2009  |
| 10  | Fields of Streams                            | 3 januari 2010    |
| 11  | Love Rollercoaster                           | 10 januari 2010   |
| 12  | Our Gang                                     | 31 januari 2010   |
| 13  | Buried Pleasure                              | 14 februari 2010  |
| 14  | The Curious Case of Jr. Working at the Stool | 21 februari 2010  |
| 15  | Once Upon a Tyne in New York                 | 21 maart 2010     |
| 16  | The Brown Knight                             | 28 maart 2010     |
| 17  | Gone with the Wind                           | 11 april 2010     |
| 18  | Brotherly Love                               | 2 mei 2010        |
| 19  | Brown History Month                          | 9 mei 2010        |
| 20  | Cleveland's Angels                           | 16 mei 2010       |
| 21  | You're the Best Man, Cleveland Brown         | 23 mei 2010       |

## Seizoen 2
| Nr. | Titel aflevering                         | Uitzenddatum VS   |
| --- | ---------------------------------------- | ----------------- |
| 1   | Harder, Better, Faster, Browner          | 26 september 2010 |
| 2   | Cleveland Live!                          | 2 oktober 2010    |
| 3   | How Cleveland Got His Groove Back        | 10 oktober 2010   |
| 4   | It's the Great Pancake, Cleveland Brown  | 7 november 2010   |
| 5   | Little Man on Campus                     | 14 november 2010  |
| 6   | Fat and Wet                              | 21 november 2010  |
| 7   | Another Bad Thanksgiving                 | 28 november 2010  |
| 8   | Murray Christmas                         | 5 december 2010   |
| 9   | Beer Walk!                               | 5 december 2010   |
| 10  | Ain't Nothin' But Mutton Bustin          | 9 januari 2011    |
| 11  | How Do You Solve a Problem Like Roberta? | 16 januari 2011   |
| 12  | Like a Boss                              | 23 januari 2011   |
| 13  | A Short Story and a Tall Tale            | 13 februari 2011  |
| 14  | Terry Unmarried                          | 20 februari 2011  |
| 15  | The Blue, The Gray and The Brown         | 6 maart 2011      |
| 16  | The Way the Cookie Crumbles              | 13 maart 2011     |
| 17  | To Live and Die in VA                    | 20 maart 2011     |
| 18  | The Essence of Cleveland                 | 3 april 2011      |
| 19  | Ship'rect                                | 10 april 2011     |
| 20  | Back to Cool                             | 17 april 2011     |
| 21  | Your Show of Shows                       | 8 mei 2011        |
| 22  | Hot Cocoa Bang Bang                      | 15 mei 2011       |

## Seizoen 3
| Nr. | Titel aflevering           | Uitzenddatum VS   |
| --- | -------------------------- | ----------------- |
| 1   | BFFs                       | 25 september 2011 |
| 2   | The Hurricane!             | 2 oktober 2011    |
| 3   | Nightmare on Grace Street  | 30 oktober 2011   |
| 4   | Skip Day                   | 20 november 2011  |
| 5   | Yemen Party                | 27 november 2011  |
| 6   | Sex and the Biddy          | 4 december 2011   |
| 7   | Die Semi-Hard              | 11 december 2011  |
| 8   | Y Tu Junior Tambien        | 8 januari 2012    |
| 9   | There Goes El Neighborhood | 29 januari 2012   |
| 10  | Dancing with the Stools    | 12 februari 2012  |
| 11  | Brown Magic                | 19 februari 2012  |
| 12  | Til Deaf                   | 4 maart 2012      |
| 13  | Das Shrimp Boot            | 11 maart 2012     |
| 14  | March Dadness              | 18 maart 2012     |
| 15  | The Men in Me              | 25 maart 2012     |
| 16  | Frapp Attack!              | 1 april 2012      |
| 17  | American Prankster         | 15 april 2012     |
| 18  | B.M.O.C.                   | 29 april 2012     |
| 19  | Jesus Walks                | 29 april 2012     |
| 20  | Flush of Genius            | 6 mei 2012        |
| 21  | Mama Drama                 | 13 mei 2012       |
| 22  | All You Can Eat            | 20 mei 2012       |

## Seizoen 4
| Nr. | Titel aflevering                                 | Uitzenddatum VS  |
| --- | ------------------------------------------------ | ---------------- |
| 1   | Escape from Goochland                            | 7 oktober 2012   |
| 2   | Menace II Secret Society                         | 4 november 2012  |
| 3   | A General Thanksgiving Episode                   | 18 november 2012 |
| 4   | Turkey Pot Die                                   | 25 november 2012 |
| 5   | A Vas Deferens Between Men & Women               | 2 december 2012  |
| 6   | Tis the Cleveland to Be Sorry                    | 16 december 2012 |
| 7   | Hustle 'N' Bros                                  | 13 januari 2013  |
| 8   | Wide World of Cleveland Show                     | 27 januari 2013  |
| 9   | Here Comes the Bribe                             | 10 februari 2013 |
| 10  | When a Man (or a Freight Train) Loves His Cookie | 17 februari 2013 |
| 11  | Brownsized                                       | 3 maart 2013     |
| 12  | Pins, Spins and Fins! (Shark Story Cut for Time) | 3 maart 2013     |
| 13  | A Rodent Like This                               | 10 maart 2013    |
| 14  | The Hangover: Part Tubbs                         | 17 maart 2013    |
| 15  | California Dreamin' (All the Cleves are Brown)   | 17 maart 2013    |
| 16  | Who Done Did It?                                 | 7 april 2013     |
| 17  | The Fist and the Furious                         | 14 april 2013    |
| 18  | Squirt's Honor                                   | 21 april 2013    |
| 19  | Grave Danger                                     | 28 april 2013    |
| 20  | Of Lice and Men                                  | 12 mei 2013      |
| 21  | Mr. & Mrs. Brown                                 | 12 mei 2013      |
| 22  | Crazy Train                                      | 19 mei 2013      |
| 23  | Wheel! Of! Family!                               | 19 mei 2013      |